# SpellForce 2: Shadow Wars
SpellForce 2: Shadow Wars — компьютерная игра, сочетающая в себе жанры стратегии и ролевой игры. Разработана в Германии компанией Phenomic в 2006 году. Является продолжением игры SpellForce: The Order of Dawn (с дополнениями SpellForce: The Breath of Winter, SpellForce: Shadow of the Phoenix), имеет дополнения SpellForce 2: Dragon Storm (2007), SpellForce 2: Faith in Destiny (2012) и SpellForce 2: Demons of the Past (2014). 
Также по сюжету игры писательницей Урсулой Цейч была написана трилогия SpellForce. В книжную трилогию входят «SpellForce: Говорящий с ветром», «SpellForce: Наследники тьмы» и «SpellForce: Штурм Шайкура».

## Сюжет
Между Темными Эльфами (Норкейн) страны Лар, что на востоке Фиары, разгорелась гражданская война. Верховные дома Шала, столицы Норкейн, под предводительством колдуньи-алхимика Сорвины объединились с Тенями, наемными убийцами из призрачного мира. Крейг Ун'Шаллах, величайший представитель касты Драконов, погибает от рук Теней на вершине Драг'Лура, отправив свою дочь Найтарию предупредить Светлые народы о пришествии Теней.

## Игровой процесс
SpellForce сосредотачивается на ролевых элементах в развитии героя и продвижении армии в стратегии. В начале игры, игрок создает главного персонажа, выбирает его пол (мужской или женский), внешность и уровень сложности.
Главный персонаж из людского рода Шайкан, в жилах которых течет кровь дракона. Отряд, подчиняющийся герою, состоит из его братьев по крови, благодаря этому появилась способность воскрешать компаньонов и призывать их к себе из любой точки на карте.
На протяжении всей игры вы будете получать очки опыта за хорошо выполненную задачу (победа над самым сильным врагом, уничтожение отрядов и лагерей и др.). Очки нужны для повышения уровня героя.
В игре присутствует система связующих камней (только в режиме Кампания), позволяющих моментально перемещаться между островами Эо. На каждом острове, кроме Стального Берега, есть несколько таких камней. Они позволяют "сократить время" и не бегать с одного конца карты на другой.
В распоряжении игрока будут войска и пристройки трёх различных армий, каждая из которых имеет свои сильные и слабые стороны.
В SpellForce 2 есть несколько вариантов игры: Кампания (участие в эпическом повествовании с продвижением по сюжету), Свободная игра (поиски приключений в одиночку или в компании одного или двух игроков, главная цель — сделать своего аватара как можно более могущественным), Схватка (с возможностью игры против компьютера либо против игроков по Интернету или локальной сети, цель — уничтожить базу и войска противника).
Сохранение игры возможно только в режиме Кампании.

## Отзывы
| Сводный рейтинг | Сводный рейтинг |
| Агрегатор       | Оценка          |
| --------------- | --------------- |
| GameRankings    | 80,01 %         |